# 無線呼出局
無線呼出局（むせんよびだしきょく）は、無線局の種別の一つである。

## 定義
総務省令電波法施行規則第4条第1項第7号の2に「無線呼出業務を行う陸上に開設する無線局」と定義している。
ここでいう「陸上」とは、第3条第1項第5号により「河川、湖沼その他これらに準ずる水域を含む」ものである。
無線呼出業務は、第3条第1項第8号の3に「携帯受信設備（陸上移動受信設備であつて、その携帯者に対する呼出し（これに付随する通報を含む。）を受けるためのものをいう。）の携帯者に対する呼出しを行う無線通信業務」と定義している。 
引用の促音および送り仮名の表記は原文ママ

## 概要
無線呼出し、すなわち携帯受信機器（英語ではpager、日本ではポケットベル、ポケベルと呼ばれる。）に一方的な送信（呼出し）を行う無線局のことである。
文字通り、利用者に対し送信を行うのみの業務である。無線工学など技術的な側面からは基地局であるが、電波法令上は独立した種別の無線局である。陸上局の一種でもある。

## 免許
外国籍の者に免許は原則として与えられないことは電波法第5条第1項に定められているが、例外として第2項に
- 第7号　自動車その他の陸上を移動するものに開設し、若しくは携帯して使用するために開設する無線局又はこれらの無線局若しくは携帯して使用するための受信設備と通信を行うために陸上に開設する移動しない無線局（電気通信業務を行うことを目的とするものを除く。）
- 第8号　電気通信業務を行うことを目的として開設する無線局

があり、外国人や外国の会社・団体でも無線呼出局を開設できる。
種別コードはRP、有効期間は免許の日から5年。但し、当初に限り有効期限は4年をこえて5年以内の5月31日となる。
無線局の目的（用途）は電気通信事業者が「電気通信業務用」で無線局の目的コードはCCC、その他の事業者は「一般業務用」で無線局の目的コードはGEN、通信事項は電気通信事業者が「電気通信業務に関する事項」で通信事項コードはCCC、その他の事業者は「一般業務用通信に関する事項」で通信事項コードはGENである。
用途
局数の推移に見るとおり電気通信業務用が多数を占める。
#沿革にあるとおりポケベルが事業化された際に公衆通信業務用（現行の電気通信業務用）として新設された種別であったからである。
総数のピークは平成5年度末の3,859局
であった。
21世紀初頭には、携帯電話の普及に伴いポケベルの需要が減退し電気通信事業者が相次いで撤退し、局数も減少した。
しかし唯一の事業者となった東京テレメッセージが市町村防災行政無線の同報無線システムを開発、ピーク時には及ばないが増加に転じてきた。
その他の用途としては、鉄道事業者、サービス業者など業務上で呼出しを要する事業者に陸上運輸用、サービス用などとして免許される。
周波数
電気通信業務用には、250MHz帯を最大空中線電力250Wで無線呼出用に割り当てる

としている。
その他の業務には26MHz帯の専用波の4波

もしくは他業務の60MHz帯、150MHz帯または400MHz帯を兼用して割り当てる

としており、150MHz帯および400MHz帯で免許されたものもある。
また、実例は無いが、電気通信事業者は76MHz～90MHzのFM放送に重畳して無線呼出業務を行うこと

ができる。
通信の相手方
「免許人所属の携帯受信設備」である。

### 旧技術基準の機器の使用
無線設備規則のスプリアス発射等の強度の許容値に関する技術基準改正により、旧技術基準に基づく無線設備が免許されるのは「平成29年11月30日」まで、使用は「平成34年11月30日」までとされた。
対象となるのは、
- 「平成17年11月30日」[11]までに製造された機器、無線機器型式検定に合格した検定合格機器[12]または認証された適合表示無線設備[13]
- 経過措置として、旧技術基準により「平成19年11月30日」までに製造された機器[14]、無線機器型式検定に合格した検定合格機器[15]または認証された適合表示無線設備[16]

である。
新規免許は「平成29年12月1日」以降はできないが、使用期限はコロナ禍により
「当分の間」延期された。
なお、検定合格機器は設置が継続される限り検定合格の効力は有効とされるので、新たに使用期限が設定されても設置し続ける限り使用可能で再免許も可能。
詳細は無線局#旧技術基準の機器の使用を参照。

## 運用
無線局運用規則第4章 固定業務、陸上移動業務及び携帯移動業務の無線局、簡易無線局並びに非常局の運用による。

## 操作
無線呼出局は、政令電波法施行令第3条第2項第6号に規定する陸上の無線局であり、最低でも第三級陸上特殊無線技士以上の無線従事者による管理（常駐するという意味ではない。）を要する。電気通信事業用は空中線電力100W又は200Wが標準であり、第一級陸上特殊無線技士以上を要する。

## 検査
- 落成検査は、登録検査等事業者等による点検が可能で、この結果に基づき一部省略される。
- 定期検査は、電波法施行規則第41条の2の6第6号により空中線電力が1Wを超えると行われる。周期は別表第5号第27号により1年。登録検査等事業者等による検査が可能で、この結果に基づき省略される。
- 変更検査は、落成検査と同様である。

## 沿革
1968年（昭和43年）- 信号報知局が「もつぱら信号受信設備に対して送信するための陸上に開設する移動しない無線局」と、信号報知業務が「信号受信設備（陸上（河川、湖沼その他これらに準ずる水域を含む。）を移動中又はその特定しない地点に停止中に使用する無線設備であつて、もつぱらその携帯者に対する単なる合図としての信号を行なうためのものをいう。）と信号報知局との間の無線通信業務」と定義、
- 免許の有効期間は5年、但し当初の有効期限は5年以内の一定の日まで

引用の促音および送り仮名の表記は原文ママ
- 公衆通信業務用としてに150Mc[21]帯が割り当てられ、単に音響を発するためだけの信号を送信するのみであった。

1978年（昭和53年）- 150MHz帯の周波数逼迫に伴い、公衆通信業務用に250MHz帯が新たに割当て
1985年（昭和60年）- 信号報知局が無線呼出局と改称され「専ら携帯受信設備に対して送信するための陸上に開設する移動しない無線局」と定義変更、信号報知業務も無線呼出業務と改称され携帯受信設備（陸上（河川、湖沼その他これらに準ずる水域を含む。）を移動中又はその特定しない地点に停止中に使用する無線設備であつて、専らその携帯者に対する単なる呼出し又はこれに付随する信号を受けるためのものをいう。）と信号報知局との間の無線通信業務」と定義変更、用途も公衆通信業務用が電気通信業務用に変更
引用の促音の表記は原文ママ
- 業務の定義の変更により、付随する情報も送信できることとなった。実施されたのは文字情報であるが、その他の画像などの情報を否定するものでもない。

1986年（昭和61年）- 電気通信業務用への150MHz帯の割当ては全て廃止、250MHz帯のみに
1993年（平成5年）
- 電波利用料制度化、料額の変遷は下表参照
- 毎年一定の告示[25]で定める日が免許の有効期限に[26]
  - 以後、免許の有効期限は免許の日から4年を超えて5年以内の5月31日までとなる。

1995年（平成7年）
- 無線呼出局および無線呼出業務の定義が現行のものに[27]
- FM放送に多重して無線呼出しができることが制度化[28][29]

1998年（平成10年）- 空中線電力が1Wを超える電気通信業務用以外の無線呼出局は定期検査を要しないものに
2009年（平成21年）- 無線呼出局は無線業務日誌の備付けが不要に
| 年度         | 総数  | 電気通信業務用 | 出典                 | 出典                           |
| ------------ | ----- | -------------- | -------------------- | ------------------------------ |
| 平成11年度末 | 2,439 | 1,265          | 地域・局種別無線局数 | 平成11年度第4四半期末          |
| 平成12年度末 | 3,037 | 1,731          | 地域・局種別無線局数 | 平成12年度第4四半期末          |
| 平成13年度末 | 1,850 | 1,223          | 用途別無線局数       | H13 用途・業務・免許人・局種別 |
| 平成14年度末 | 1,800 | 1,222          | 用途別無線局数       | H14 用途・局種別無線局数       |
| 平成15年度末 | 1,753 | 1,218          | 用途別無線局数       | H15 用途・局種別無線局数       |
| 平成16年度末 | 1,709 | 1,200          | 用途別無線局数       | H16 用途・局種別無線局数       |
| 平成17年度末 | 1,629 | 1,194          | 用途別無線局数       | H17 用途・局種別無線局数       |
| 平成18年度末 | 1,340 | 1,156          | 用途別無線局数       | H18 用途・局種別無線局数       |
| 平成19年度末 | 203   | 32             | 用途別無線局数       | H19 用途・局種別無線局数       |
| 平成20年度末 | 189   | 32             | 用途別無線局数       | H20 用途・局種別無線局数       |
| 平成21年度末 | 173   | 32             | 用途別無線局数       | H21 用途・局種別無線局数       |
| 平成22年度末 | 158   | 32             | 用途別無線局数       | H22 用途・局種別無線局数       |
| 平成23年度末 | 100   | 29             | 用途別無線局数       | H23 用途・局種別無線局数       |
| 平成24年度末 | 95    | 29             | 用途別無線局数       | H24 用途・局種別無線局数       |
| 平成25年度末 | 87    | 30             | 用途別無線局数       | H25 用途・局種別無線局数       |
| 平成26年度末 | 82    | 32             | 用途別無線局数       | H26 用途・局種別無線局数       |
| 平成27年度末 | 79    | 34             | 用途別無線局数       | H27 用途・局種別無線局数       |
| 平成28年度末 | 70    | 37             | 用途別無線局数       | H28 用途・局種別無線局数       |
| 平成29年度末 | 70    | 54             | 用途別無線局数       | H29 用途・局種別無線局数       |
| 平成30年度末 | 77    | 47             | 用途別無線局数       | H30 用途・局種別無線局数       |
| 令和元年度末 | 73    | 47             | 用途別無線局数       | R01 用途・局種別無線局数       |
| 令和2年度末  | 94    | 69             | 用途別無線局数       | R02 用途・局種別無線局数       |
| 令和3年度末  | 101   | 87             | 用途別無線局数       | R03 用途・局種別無線局数       |
| 令和4年度末  | 99    | 89             | 用途別無線局数       | R04 用途・局種別無線局数       |
| 令和5年度末  | 102   | 93             | 用途別無線局数       | R05 用途・局種別無線局数       |

電波利用料額
電波法別表第6第2項の「移動しない無線局」が適用される。
| 年月                                | 料額     | 備考                                                |
| ----------------------------------- | -------- | --------------------------------------------------- |
| 1993年（平成5年）4月                | 12,100円 |                                                     |
| 1997年（平成9年）10月               | 12,100円 |                                                     |
| 2006年（平成18年）4月               | 7,900円  | 空中線電力により区分される。 例示は10mWを超えるもの |
| 2008年（平成20年）4月               | 9,400円  | 空中線電力により区分される。 例示は10mWを超えるもの |
| 2011年（平成23年）10月              | 10,600円 | 空中線電力により区分される。 例示は10mWを超えるもの |
| 2014年（平成26年）10月              | 8,900円  | 空中線電力により区分される。 例示は10mWを超えるもの |
| 2017年（平成29年）10月              | 12,700円 | 空中線電力により区分される。 例示は10mWを超えるもの |
| 2019年（令和元年）10月              | 5,900円  | 空中線電力により区分される。 例示は10mWを超えるもの |
| 2022年（令和4年）10月               | 6,400円  | 空中線電力により区分される。 例示は10mWを超えるもの |
| 注 料額は減免措置を考慮していない。 |          |                                                     |

## その他
1986年（昭和61年）に構内無線局が制度化された際、工場敷地内、ビル内など狭い範囲を対象とした構内ページング用があった
。
1989年（平成元年）に制度化された特定小電力無線局にも無線呼出用がある
。
構内ページング用構内無線局は、2000年（平成12年）に廃止され、特定小電力無線局に統一された

。